# Stranded (Jimmy Neutron)
Stranded (Perdidos en Latinoamérica) es el sexto episodio de la tercera temporada de la serie de dibujos animados Las Aventuras de Jimmy Neutrón: El Niño Genio. En este episodio, Jimmy y Cindy declaran su amor mientras están náufragos en una isla abandonada. Fue estrenado el 26 de mayo de 2005 en los Estados Unidos.

## Personajes
- Jimmy Neutrón
- Carl Wheezer
- Sheen Estévez
- Cindy Vortex
- Libby Folfax
- Butch Pullard

## Sinopsis
Butch le está enseñando a golpear a otros niños cuando su clase es interrumpida por una discusión intensa. Jimmy y Cindy están discutiendo sobre la línea del ecuador, ya que uno dice que es verdadera y otro dice que es imaginaria. Cindy insiste en que la línea es verdadera y que no se puede ver en algunos países, mientras que Jimmy lo niega. Para afirmar su razón, Jimmy decide viajar junto con Carl, Sheen, Libby y Cindy a las coordenadas exactas de la línea para demostrarle que es imaginaria. Como lo dice Jimmy, no hay nada allí. Cindy sigue insistiendo en que sí hay algo y que no ha mirado lo suficiente. Jimmy activa el piloto automático y Cindy se inclina mucho, casi cayéndose. Jimmy la agarra pero cae junto a Cindy al océano. El auto se pone fuera de control y Sheen toma el control pero va hacia la dirección contraria.
Un rato después, Jimmy y Cindy acaban en una isla. Ambos intentan culparse por la desgracia, diciendo que harán campamentos separados. Ambas ideas no dan resultado, así que deciden hacer tregua. Los dos empiezan a adentrarse en la selva, para buscar agua, ya que sólo pueden permanecer 96 horas sin líquido, si no, mueren. Durante el camino, Jimmy y Cindy se topan con una telaraña gigante, con plantas carnívoras y con un grupo de serpientes. Mientras tanto, en el auto, Sheen trata de desactivar el piloto automático y encontrar la dirección correcta junto con Carl y Libby para rescatar a Jimmy y a Cindy. Sheen logra apagar el piloto automático, pero también destruye otros aparatos del vehículo, dejándolo fuera de control. En la isla, Jimmy y Cindy se han acercado a un lago, pero cuando Jimmy está a punto de mencionar esto, ve que ella está siendo ahorcada por una serpiente. Jimmy utiliza una flor como relajante muscular para la serpiente, pero aún no está a salvo, ya que hay varias más. Escapando de las serpientes, Jimmy y Cindy se lanzan unos 100 pies hacia el lago.
Luego, Jimmy y Cindy están disfrutando de un oasis. Jimmy está nadando y ellos charlan, pero Jimmy se sorprende cuando Cindy lo llama por su nombre de pila. Ellos hacen planes para divertirse para el día siguiente. En el deslizador, Libby y Sheen están mirando el océano para ver si encuentran a Jimmy y a Cindy. Luego, Libby le pregunta a Carl como están las lecturas del combustible y éste le responde que están bien, pero caen al océano ya que en realidad, el combustible se acabó. 
El día siguiente, Cindy y Jimmy desayunan juntos y hacen varias actividades más, como montar a tortugas marinas bajo el agua y jugar con un mono. Al atardecer, Jimmy le regala a Cindy una ostra con una perla adentro. En el deslizador, de noche, Sheen piensa que éste es el final de todo y de repente ve a Carl comiendo chocolate, por lo que reacciona violentamente hacia él intentando tirarlo al agua.
Jimmy y Cindy están recogiendo el desayuno mientras que en el deslizador Sheen y Libby están sorprendidos porque Carl trajo naranjas de una isla cerca. Jimmy está ansioso de ver a los chicos cuando éstos llegan a la isla, mientras que Cindy está triste. Jimmy le encarga a cada uno un ingrediente que necesita para tener combustible y regresar a la ciudad. Libby le pregunta a Cindy <¿Qué hay entre tú y Jimmy?>, a lo que Cindy responde <Nada. ¿Por qué crees eso?> y Libby le muestra el dibujo en el árbol que Cindy talló.
Jimmy tiene todos los ingredientes necesarios excepto uno. Sheen no trajo rocas, sino huevos de una araña gigante. La araña ataca al deslizador para intentar recuperar sus huevos. Entonces, Cindy dice <Es la araña de la telaraña gigante que vimos>. Todos se sorprenden cuando se dan cunta de que Cindy llamó a Jimmy por su nombre de pila. Jimmy acorrala a la araña derribando los campamentos con un rayo láser. Todos se suben, menos Cindy, que quiere quedarse en la isla y dice que puede conquistar a la araña como a todo lo demás. Jimmy piensa esto un momento.
Al parecer, cada uno decide volver a casa y ahora están en la dulcería. Carl, Sheen y Libby están bebiendo los nuevos refrescos tropicales, mientras que en el asiento siguiente, Jimmy y Cindy están discutiendo sobre si Australia es un continente o un país. Discuten hasta que sus manos se tocan. Entonces, ambos quieren subirse al deslizador para visitar a Australia.

## Frases
- SHEEN: ¡Ay, no, otro día en el mar! ¡Voy a volverme loco!
- LIBBY: Sheen, tranquilo.
- SHEEN: ¡A menos de que ya lo este y todo esto sea un espejismo!
- LIBBY: ¡Si no te calmas, el espejismo te golpeará!
- SHEEN: No hay comida, tengo hambre no hay esperanzas. Promete que me recordarás, Libby.
- LIBBY: Sheen, sólo han pasado unas cuántas...
- SHEEN: ¡Promételo!
- LIBBY: ¡Lo prometo!
- SHEEN: Carl, has sido como un hermano para mí. Y estoy seguro de que tú sientes lo mismo por mí. Mi gordo. ¿Oye, estás comiendo algo? ¡Claro que si, jamás me caiste bien! ¡Eres un gordito traidor!
- SHEEN: ¡Cualquiera con cerebro sabe que la E significa... estamos sin gasolina!
- CARL: ¡Que no!
- SHEEN: ¡Que sí!
- CARL: ¡Que no!
- LIBBY: Me agrada escuchar a esos dos peleando de nuevo.
- SHEEN: Sí. Todo ha vuelto a la normalidad.

## Trivia
- El contexto del episodio es idéntico al de la serie Lost.
- Sheen nunca encontró las rocas para el motor del vehículo de Jimmy, así que ellos nunca hubieran podido regresar a Retroville.
- Este episodio contiene la mayoría de momentos de J/C, sobre nueve.
- Cuando Cindy le pregunta a Jimmy de la telaraña gigante, Cindy nombró a Jimmy por su nombre.
- El contexto del episodio es además parecido a la película "La Laguna Azul"

- Datos: Q6134464